# Número de Carmichael
Na teoria dos números, um número de Carmichael N é um número inteiro positivo composto tal que, para todo inteiro positivo a coprimo com N, aN é congruente com a módulo N (ver aritmética modular).

## Visão geral
O pequeno teorema de Fermat estipula que todos os números primos cumpram esta propriedade. Neste sentido, os números de Carmichael "se parecem" com os números primos, por isto se chamam pseudoprimos. Os números de Carmichael já foram denominados de pseudoprimos absolutos.

## Implementação computacional
- Verifica se o número lido é de Carmichael (em C)[ligação inativa]